# Typhlochactas sylvestris
Espèce
Typhlochactas sylvestris est une espèce de scorpions de la famille des Typhlochactidae.

## Distribution
Cette espèce est endémique d'Oaxaca au Mexique. Elle se rencontre vers San Juan Bautista Valle Nacional.

## Description
La femelle holotype mesure 11,05 mm. Ce scorpion est anophtalme.

## Publication originale
- Mitchell & Peck, 1977 : « Typhlochactas sylvestris, a new eyeless scorpion from montane forest litter in Mexico (Scorpionida, Chactidae, Typhlochactinae). » Journal of Arachnology, vol. 5, no 1, p. 159-168 (texte intégral).